# Chihuahua
Chihuahua, oficialmente Estado Libre y Soberano de Chihuahua, es uno de los treinta y un estados que, junto con la Ciudad de México, conforman México. Su capital es la ciudad homónima y su ciudad más poblada es Ciudad Juárez. 
Está ubicado en la región noroeste del país, limitando al norte con Estados Unidos (donde la mayor parte de esta extensa frontera está delimitada por el río Bravo), y colinda con otros estados de México, al este con Coahuila al sur con Durango, al suroeste con Sinaloa y al oeste con Sonora. Con 247 455 km² es el estado más extenso y con 13,77 hab/km², el tercero menos densamente poblado, por delante de Durango y Baja California Sur, el menos densamente poblado. Fue fundado el 6 de julio de 1824. Se divide en 67 municipios. 
Su capital es Chihuahua. Otras ciudades importantes son Ciudad Juárez, Cuauhtémoc, Delicias, Parral, Nuevo Casas Grandes, Camargo, Jiménez, Ojinaga, Meoqui, Aldama, Guachochi y Madera.

## Toponimia
El origen de la palabra Chihuahua es muy discutido por historiadores y lingüistas. Existen cinco acepciones conocidas, por las que se expone que este nombre proviene de lenguas como el náhuatl y el rarámuri, del cual se traduce como "lugar donde se juntan las aguas de los ríos" o "lugar de fábricas", o antiguas lenguas regionales, como el concho. Uno de los posibles orígenes más conocidos es el náhuatl Xicahua, que significa "lugar seco y arenoso", pero no existe acuerdo universal sobre esta hipótesis.

## Historia

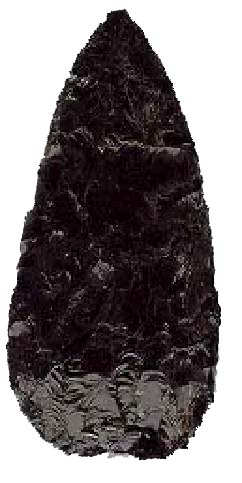
Punta Clovis del período lítico en México.

La primera evidencia de cultura en el estado son los sitios de Samalayuca y Rancho Colorado en el noroeste del estado, donde se han encontrado puntas de flecha con características peculiares que permiten datarlas en el período Paleoindio aproximadamente entre 1000 y 7000 A. C.
Hay evidencia de que los pobladores de esta parte de América continuaron solo como cazadores-recolectores al menos hasta 2000 a. C. Esta etapa se caracteriza por los inicios de la domesticación del maíz. Poco después de 2000 a. C. se identifican cultivos de calabaza. Entre los primeros sitios con irrigación agricultura de terrazas se incluye el cerro Juanaqueña en el norte de Chihuahua, (aproximadamente entre 1300 y 1100 a. C.). El inicio de la cerámica aparece entre 1 y 400.

### Casas Grandes y cazadores-recolectores

La región de los Mogollón (en verde). Paquimé y Cuarenta Casas fueron algunos de sus emplazamientos.

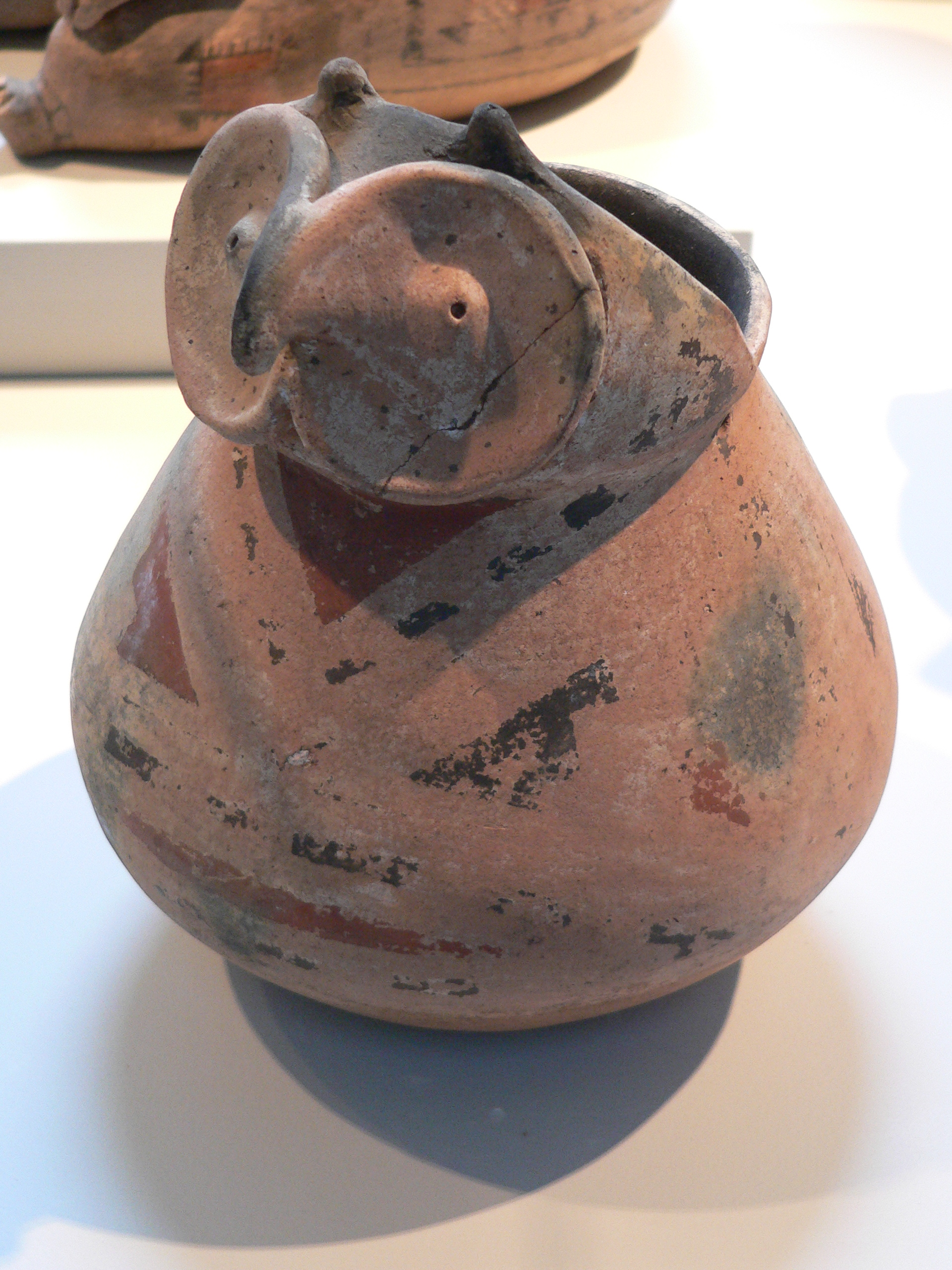
Jarrón Lechuza de Paquimé en el Museo de Stanford.

Norte y la Sierra de Chihuahua (300-1300): Durante la época Precolombina el territorio de Chihuahua estuvo ocupado por diferentes culturas, algunas alcanzando cierto desarrollo urbano y comercial. Notables de este período son la Cultura de Casas Grandes (300 a. C. - 1400), relacionada con las Culturas Anasazi y Mogollón establecidas más al norte. La misma cultura dejó varias muestras en el estado como Cuarenta Casas y Paquimé propiamente dicha. La evidencia sugiere que se dedicaron al comercio, agricultura y la caza. Los constructores originales de estos establecimientos no eran los que encontraron los españoles el siglo XVI. La declinación de los principales centros mogollones (de los que la Cultura de Paquimé formaba parte) comenzó en el siglo XIII, antes del apogeo paquimense. Para el siglo XV algunos grupos que poblaban las ciudades asociadas a la Cultura de Paquimé se refugiaron en la Sierra Madre Occidental, otros huyeron al norte, donde se unieron a los anasazis. Se supone que los grupos taracahítas actuales (yaquis, mayos, ópatas, tarahumaras) son al parecer descendientes de los mogollones. (Ver Oasisamérica).
El Este de Chihuahua (300-1300): durante el mismo período, un poco hacia el Oeste de Texas y Este de Chihuahua, los Jornado-Mogollón se dedicaban a la caza del bisonte (o búfalo), dejando pinturas rupestres al norte del Río Bravo en Hueco Tanks, Texas. Sin embargo, nunca desarrollaron una cultura tan avanzada como los vecinos de Cultura de Paquimé. Hacia el 1300 ya habían desaparecido. Al parecer los sumas y mansos que encontraron los exploradores europeos eran sus descendientes. Otros ocupantes no dejaron huellas tan impresionantes sino algunas pinturas rupestres en algunos lugares del estado.
El sur (300-1300): esta zona es clasificada como parte de Aridoamérica, donde las tribus chichimecas son las ocupantes del lugar, estas evolucionaron en los actuales tepehuanes. Eran cazadores, recolectores y agricultores.

### Colapso de 1300
En algún momento entre 1300 y 1400, las culturas de más al norte, los anasazi y mogollón colapsaron en el área de los actuales Arizona y Nuevo México. No hay una explicación clara de lo ocurrido, sin embargo al final de esa etapa los emplazamientos anasazis estaban abandonados y la mayoría de los asentamientos mogollón en Chihuahua y Nuevo México estaban ocupados por etnias diferentes a los constructores de estos sitios. Se cree que los actuales indígenas pueblo, incluyendo los tiguas son sus descendientes (de los anasazi). Los descendientes de los indígenas pueblo preservaron a cultura semiurbana y construyeron nuevos asentamientos, como los tigua, que aún permanecen en el área de El Paso, Texas, y recibieron a los españoles cuando arribaron a la región. Los mogollón parecen haber emigrado hacia el suroeste y centro de Chihuahua, sin haber conservado totalmente su compleja cultura. Al mismo tiempo, diversos grupos tribales de cazadores-recolectores ocupaban la mitad Oriental del estado, principalmente los Conchos, Tobosos o Túbares y otros menores (sumas, mansos, jumanos, pescado, coahuiltecas, julimes, guazapares, chínipas, cocoyomes, chonchos, huites, janos, jococames, jovas, témoris, xiximes). Mientras en el área central y de la Sierra madre Occidental se cree que el principal grupo posterior a la Cultura Paquimé (mogollón) evolucionó en el de los Tarahumaras y otras etnias ahora fuera del estado (pimas y yaquis). Algunos como los tepehuanes y pimas también tenían poblaciones importantes, siendo todos al parecer sociedades con comunidades muy aisladas, y no tan desarrolladas como las constructoras del Noroeste, sumamente agresivas.

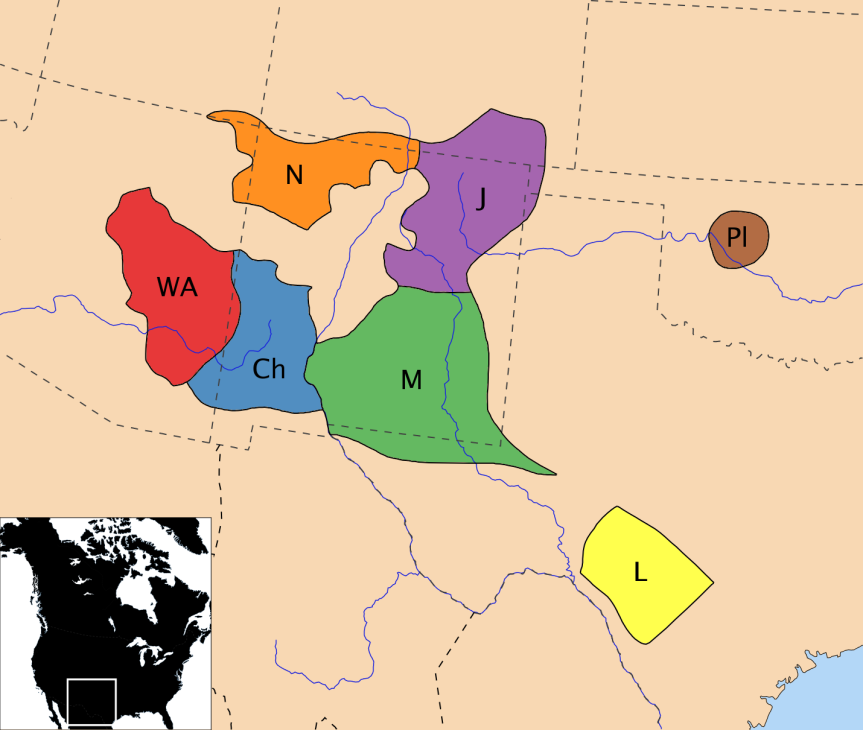
Naciones apaches en el (WA - Apaches Occidentales, N - Navajos, Ch - Chiricahuas, M - Mezcaleros, J - Jicarillas, L - Lipanos, Pl - Apache de las Praderas).

### El contacto con los españoles
Es muy revelador el hecho de que la mayor parte de las expediciones dirigidas hacia Nuevo México lo hacían más por el lado de Sonora que por el de Durango y Chihuahua. Es posible que el terreno y la hostilidad de los primeros ocupantes de la región hayan sido la razón, pero los de Sonora no eran más amistosos. El caso es que las etnias del lugar eran difíciles de contactar y muy repartidas en el territorio. Al sur del actual Chihuahua se hallaban los tepehuanes. En la región de Santa Bárbara y hacia el norte en el valle del Río Conchos, la conchería (los propios conchos y los sumas y jumanos, en un primer momento los que establecieron contacto). Casi todos estos grupos (y otros que no se distinguían con un nombre claro, pues en diversos momentos los mismos grupos eran nombrados de formas diferentes o parecidas a los asignados por otros exploradores), eran lo que los españoles llamaban gente de las rancherías, pues su población se hallaba ampliamente distribuida sin que sus casas estuvieran necesariamente contiguas, sino separadas por grandes distancias (algunos kilómetros en algunos casos). Este es aún el caso de los tarahumaras. La estimación de población indígena de la Nueva Vizcaya es de 350.000 habitantes. Pero es solo una estimación, e incluye los actuales Chihuahua y Durango.

#### Tepehuanes
En la zona de Santa Bárbara inicialmente se situaban los tepehuanes. Estos se extendían por todo el actual estado de Durango y el sur de la Sierra Madre Occidental. Poseedores de una agricultura incipiente de calabaza, maíz, frijol, chile y algodón. Al parecer en guerra constante con los tarahumaras a los que esclavizaban, y también dominaban a los acaxees de la sierra entre Durango y Sinaloa. Con una estructura religiosa compleja, practicaban la poligamia y al parecer el canibalismo. Eran gobernados por caciques, hoy en día llamados gobernadores indígenas.

#### Conchos
Más precisamente, la conchería, que incluía a los conchos, pero también a los grupos en los valles de los ríos Conchos, Florido y San Pedro, y más al norte de la confluencia con el Río Bravo. Incluía a los chinarras, chisos y tapacolmes. También era gente de ranchería, que en pocas ocasiones vivían en asentamientos contiguos. Cazadores de conejos, ratas, bisontes, venados, y berrendos. Ellos habitaban en zonas de los municipios más al norte.

#### Rarámuris

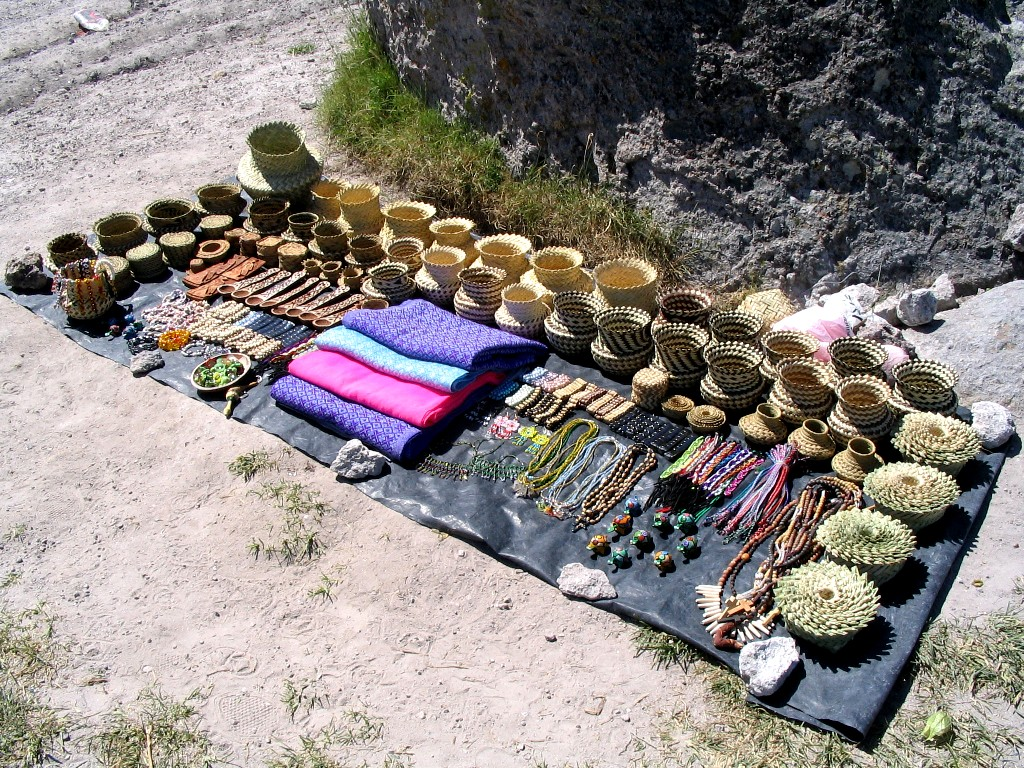
Artesanía tarahumara en Chihuahua.

Los rarámuris ocupaban la zona al norte de Santa Catarina, hasta el sur de la Sierra Madre Occidental. Ya tenían cierto grado de desarrollo agrícola y eran también cazadores-recolectores. En aquella época (como en la actualidad), eran el ejemplo típico de gente de la ranchería. En las zonas limítrofes con los tepehuanes permanecían al parecer en cierto grado de conflicto, y en algunos casos eran esclavizados por ellos. Cada ranchería o región era gobernada por un cacique.

#### Tobosos
Los tobosos parecen haber sido parte de los grupos chichimecas, viviendo más hacia el este del Río Conchos, hasta el área conocida como el Bolsón de Mapimí, también es uno de los más grandes grupos indígenas de Chihuahua.

### Exploraciones españolas
Es generalmente aceptado que el primer europeo en llegar al área de Chihuahua fue Álvar Núñez Cabeza de Vaca entre 1528 y 1536, quien naufragó en Florida con la expedición de Pánfilo de Narváez, llegó a las costas de Luisiana y acto seguido esclavizado por los indígenas de la zona. Más tarde huyó hacia el Este, cruzó el río Bravo y se internó en el desierto al este de Chihuahua. Ahí tuvo contacto con conchos y tarahumaras, que lo guiaron hacia la ruta del mar de Cortés.
Al mismo tiempo, la expedición de Nuño de Guzmán (1529-1531) sentaba las bases para la colonización desde el Sur, conquistando los actuales espacios de Michoacán, Sinaloa, Jalisco, y Zacatecas. Al principio la colonización se dirigía desde Ciudad de México. Sin embargo en 1549 se creó la real audiencia de Nueva Galicia en la villa de Santiago de Galicia de Compostela de Indias y que en 1560 se la trasladara a la ciudad de Guadalajara, por lo que cambió su nombre a Real Audiencia de Guadalajara. Desde ahí se dirigirían los esfuerzos para conquistar el norte de México. Las principales exploraciones fueron las de:
- Francisco de Ibarra en 1562 y 1566 (en el curso de las cuales se encontró con Paquimé o Casas Grandes y fundó Durango en 1563, base de posteriores exploraciones desde el sur). Uno de sus soldados (Rodrigo de Río de Loza) fundó Santa Bárbara en 1564. Durante este período inicial, esta zona se conoce como la Nueva Vizcaya incluyendo el territorio de Durango. Es desde Durango desde donde parten las primeras exploraciones. El objetivo de los exploradores eran las míticas ciudades de oro de Cíbola y Quivira, mito afianzado por las historias de fray Agustín Rodríguez. (Aunque el primer establecimiento permanente ocurrió en 1564 en Santa Bárbara, recientemente el historiador Héctor Arras parece tener documentación que sugiere un establecimiento anterior en Parral por misioneros franciscanos, no hay sin embargo ningún consenso al respecto, incluso entre los historiadores.)
- Diversos misioneros franciscanos, algunos de los cuales fundan Valle de San Bartolomé (hoy Valle de Allende) en 1569, provenientes unos de la costa de Sinaloa y otros desde Durango, entre ellos el primer misionero en la región parece haber sido fray Agustín Rodríguez quien predicó en el estado a los indígenas en 1581 (ver ref. 1581).
- Francisco Sánchez «El Chamuscado» en 1581.[13][14] Quien salió a buscar las Siete Ciudades de Oro por instigación de fray Agustín Rodríguez, saliendo de Santa Bárbara y falleciendo poco antes de regresar ahí en 1582. El propósito original de esta expedición era la evangelización por los franciscanos.
- Antonio de Espejo en 10 de noviembre de 1582.[13] Saliendo de Valle de Allende, entonces San Bartolomé para explorar Nuevo México.[15]
- Gaspar Castaño de Sosa 1595,[16] que siguió el río Bravo desde la actual Monclova, aunque es más probable que se haya dirigido al norte por el río Pecos.
- Antonio Gutiérrez de Umaña y Francisco Leyba de Bonilla (1590).[cita requerida] Desde Santa Bárbara para explorar Nuevo México. 1594 Una expedición no autorizada hacia el Norte, es posible que pasara por el río Bravo, llegara hasta Nuevo México y los actuales Arkansas y Kansas. Casi toda esta expedición es conocida por un náhuatl sobreviviente que relató el fin de la historia,[17] el indígena fue encontrado en 1598 por miembros de la expedición de Oñate, refugiado entre los indígenas pueblo en Nuevo México.[18]
- Vicente de Zaldívar en 1588.[13] Para encontrar un camino más directo a Paso del Norte desde Santa Bárbara, en preparación de la expedición de Oñate. Las expediciones anteriores habían seguido el río Conchos hasta La Junta con el río Bravo y de ahí este último hacia el norte.[19]
- Juan de Oñate en abril de 1598, cruzando el Río Bravo en Paso del Norte, creando el Camino Real al fundar Santa Juana en Nuevo México y recorrer la ruta de regreso hacia Ciudad de México. Llevaba consigo 30 familias para colonizar Nuevo México.
- Marqués de Rubí con Nicolás de la Fora y José Urrutia en 1766 para definir las fronteras del norte.[20]

#### Epidemia de 1586
Esta causó la evacuación de la población más septentrional de Nueva Vizcaya entre 1586 y 1588.

#### Labor de los misioneros
- Los primeros en llegar al estado son, como se mencionó, los misioneros franciscanos, que habían llegado a la Nueva España desde el inicio de la conquista en 1524. Desde Valle de San Bartolomé en 1574, iniciaron la evangelización de la población indígena, Siendo los primeros parecen haberse especializado en los conchos y chinarras, siguiendo principalmente las zonas comunicadas por las primeras rutas (Camino Real de Tierra Adentro) entre Nuevo México y Durango.

En 1604 fundaron la Misión de San Francisco de Conchos (con Atotonilco como pueblo de visita), en 1607 la Misión del Tizonazo, cercana a la Misión de Indé (esta última en Durango). no es clara la razón por la cual, a pesar de tener contacto durante décadas con los tarahumaras, no tuvieron mucho éxito evangelizándolos.
- Los misioneros jesuitas se repartieron por el centro y suroeste del territorio actual. A partir de 1591 desde Sinaloa, procedieron a fundar misiones entre los tepehuanes: Misión de Santiago Papasquiaro en 1599, Misión de Santa Catalina, Misión de El Zape, Misión de Guanaceví, todas en el actual Durango, para de ahí avanzar entre los tarahumaras. Pronto la competencia entre ambas órdenes se inició un reparto de facto. Este se reafirmó con conflictos como el de 1677 en Yepómera, donde habitaban conchos y tarahumaras en ambas riberas del río. Los líderes de ambas órdenes en la región (provinciales), que asignaron a los jesuitas la Sierra Madre hasta Yepómera, y al este hasta la junta del río San Pedro y el río San Lorenzo. Quedando la parte llana a los franciscanos.[22] Los jesuitas se dedicaron primero a establecer una relación de confianza con los habitantes, aprendiendo sus lenguas, y formando la jerarquía social entre los tarahumaras: siriame-gobernador, kapitani-capitán, jenerari-generales, biskari-fiscales. Dicha estructura subsiste aún.

El primer misionero jesuita entre los tarahumaras fue el padre Joan Font, en 1604. Fundando la Misión de San Pablo de Tepehuanes (Balleza). La intención era la de eliminar el conflicto entre tepehuanes y tarahumaras. Sin embargo, está se abandonó con el inicio de la Primera Rebelión Tepehuana en 1616. Al final de esta, se funda la San Miguel de las Bocas en 1630, primera entre los tarahumaras. Luego la de Misión de San Felipe en 1639 y la Misión de San Ignacio. Toda la expansión se detuvo con la Rebelión Tarahumara de 1646, la Rebelión de Guazapares de 1632 y al Rebelión de la Confederación de Siete Naciones en 1644.
Muy posteriormente, hacia 1748 se establecen los pueblos de misión de Santa Inés de Chínipas, Santa Teresa de Guazapares, San Javier Cerocahui, y Purísima Concepción de Tubares. Todas estas fundaciones se vieron interrumpidas por las diversas rebeliones. No es clara la razón de las continuas rebeliones, pero una causal posible es el inicio del proceso de reducción, que daba lugar al establecimiento de pueblos. A partir de la fundación de estos, la autoridad civil virreinal de la Nueva España ejercía de inmediato un poder mucho mayor sobre los indígenas.

#### Rebelión de 1680
- En 1680 los colonizadores de Santa Fe, Nuevo México se refugiaban en Paso del Norte, huyendo de los indígenas Pueblo quienes habían tomado la ciudad, permaneciendo ahí doce años hasta que la expedición de Diego de Vargas reconquistó la zona en 1692.[23][24][25]

### Comandancia general de las provincias internas
El septentrión de la Nueva España era considerado un lugar muy rico pero mal administrado, por ello, el rey de España Carlos III creó la comandancia general de las provincias internas, que no era otra cosa más que un territorio gobernado por un capitán general. En ese momento la nueva Vizcaya se separó del Virreinato de la Nueva España.
La capitanía género se creó en 1763, al principio ocupaba las entonces intendencias de Nueva California, Vieja California, Sonora y Sinaloa, Nueva Vizcaya, Nuevo León, Coahuila, Santander, y los territorios de Nuevo México y Texas.
Su primera capital fue Arizpe, en la intendencia de Sonora y Sinaloa, pero luego fue movida a la villa de san Felipe el real de Chihuahua, en la intendencia de Nueva Vizcaya.
La capitanía de las provincias internas dura hasta 1813, cuando por órdenes del virrey José María Calleja la comandancia es anexada de nuevo a la Nueva España

### Estado Interno del Norte

Mapa de Chihuahua en el México de 1824.

Poco después de la Independencia los federalistas se levantaron contra Iturbide. Chihuahua se unió a la lucha, después de un incidente sin gran importancia en Janos. En Durango se tomaron medidas en un principio contra el movimiento, pero el 5 de marzo de 1823 las tropas se declararon a favor de este, así como la mayoría del pueblo. El comandante general Cordero dimitió, al igual que hizo el general de brigada I. del Corral, gobernador civil y militar en Durango, con lo cual la diputación provincial declaró sucesor a Juan Navarro como intendente, y a Gaspar de Ochoa, coronel de la guarnición, como comandante en lugar de Cordero.

### Rebeliones e incursiones apaches
Ver Ataques Apaches a México con una descripción detallada de los ataques contra y de los Apaches durante el siglo XIX, el principal problema de Chihuahua durante tal siglo.

## Geografía

### Coordenadas geográficas extremas
Al norte 31°48′, al sur 25°38′ de latitud norte; al este 103°18′, al oeste 109°7′ de longitud oeste.

### Porcentaje territorial
El estado de Chihuahua representa el 13 % de la superficie del país. Siendo así el estado más grande de la República Mexicana.

### Límites
| Noroeste: Nuevo México Estados Unidos | Norte: Nuevo México, Texas Estados Unidos | Nordeste: Texas Estados Unidos |
| Oeste: Sonora México                  |                                           | Este: Coahuila México          |
| Suroeste: Sinaloa México              | Sur: Durango México                       | Sureste: Durango México        |

### Orografía
El estado de Chihuahua está conformado por tres grandes regiones denominadas Sierra, Llanura o Meseta y Desierto, que suceden de oeste a este en forma de grandes bandas. Esto le da al clima y la geografía condiciones inmensamente contrastantes y le dan al estado sus imágenes más conocidas: sus grandes desiertos, montañas, cañones y bosques.

#### Sierra
La sierra de Chihuahua está conformada por la zona más septentrional de la Sierra Madre Occidental, que en el territorio alcanza su mayor altura en el cerro Mohinora, con 3 333 m s. n. m. Comprende un tercio de la superficie del estado y es una zona muy accidentada de grandes montañas y barrancas o cañones aún más grande que el Cañón del Colorado en Estados Unidos, está cubierta de espesos bosques de coníferas, a excepción del fondo de las barrancas, que debido a la poca altitud tienen un clima y vegetación tropical durante el verano y clima templado durante el invierno. Las temperaturas en el fondo de las barrancas pueden superar los 40 °C en verano y muy rara vez caen a menos 0 °C en el invierno, mientras que en las partes altas el clima es semifrío con máximas que rara vez superan los 30 °C en verano y que pueden llegar a caer por debajo de los -20 °C en el invierno. La precipitación promedio anual de esta zona varía entre los 750-900 mm anuales, agrupadas principalmente en los meses de mayo a septiembre. En los meses de noviembre a marzo es usual que se registren nevadas que varían en intensidad según la altitud. Es una zona de gran riqueza maderera y minera, habitada por los grupos indígenas del estado, que son unos de sus principales atractivos turísticos. En la Sierra se encuentran la Barranca del Cobre y la Cascada de Basaseachi, ambos lugares turísticos de fama nacional y mundial.

#### Llanura
La meseta es una zona de transición entre la sierra y el desierto. Es la extensión más al norte de la Altiplanicie Mexicana que comienza desde El Bajío. Es una estepa donde su vegetación depende de las lluvias estacionales. Durante esta temporada reverdecen pastos, forrajes y pequeños arbustos, que durante las sequías se consumen. Las precipitaciones son más escasas que en la sierra, registrándose 400 mm de lluvia en promedio al año, agrupadas en los meses de verano (julio, agosto y septiembre). Las temperaturas son extremosas pudiendo alcanzar los 40 °C en el verano y llegando incluso a los -15 °C en el invierno, las nevadas son esporádicas en los meses de noviembre a marzo. En esta zona se lleva a cabo agricultura de temporal, pero también existen importantes desarrollos de agricultura de riego, con ayuda de los ríos y presas. Se encuentra atravesada por varias serranías, aunque su terreno es mayoritariamente plano. En la meseta se encuentra la principal zona agrícola y ganadera del estado, así como el asentamiento de la mayoría de la población y sus principales ciudades.

#### Desierto

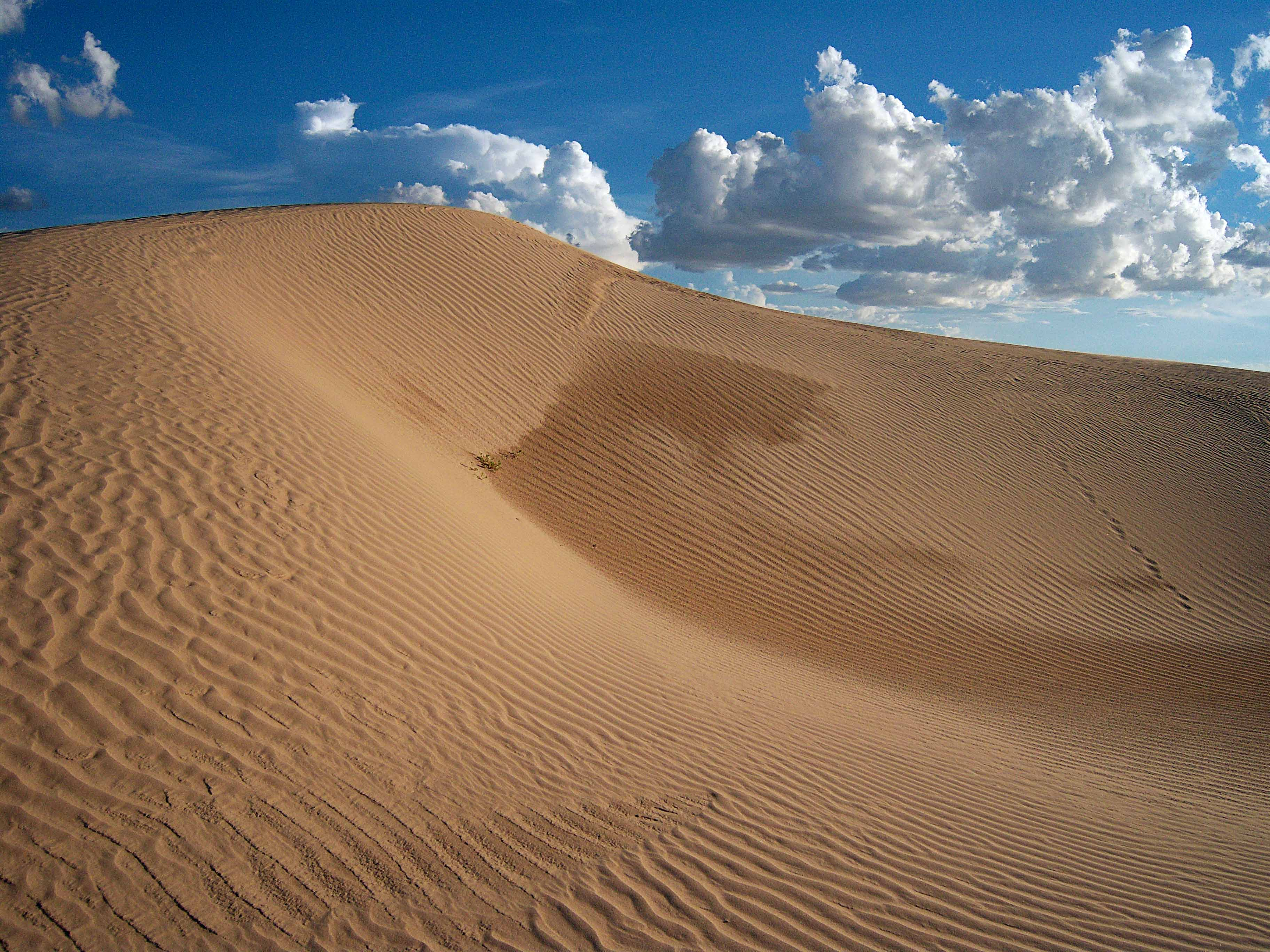
Dunas de Samalayuca a unos cuantos kilómetros al sur de Ciudad Juárez.

El desierto constituye una tercera parte del territorio chihuahuense. Es la prolongación en el estado del Bolsón de Mapimí y forma parte del gran bioma norteamericano denominado Desierto de Chihuahua por estar en su mayor parte en territorio del estado y que se extiende tanto al vecino estado de Coahuila como al norte, a los Estados Unidos. Es una gran cuenca endorreica donde las corrientes de agua no tienen salida y son consumidas por evaporación. Su territorio es mayoritariamente plano, aunque tiene serranías de baja altura que lo cruzan, casi todas ellas en sentido norte-sur. El clima de esta zona es muy seco, las precipitaciones rara vez superan los 250 mm anuales, las temperaturas llegan a superar los 40 °C durante el verano y en invierno suele haber heladas, aunque no tan intensas como en la zona serrana, la caída de nieve también se da en esta región aunque es menos frecuente. En Villa Ahumada se dio la temperatura más baja registrada en Chihuahua, de -30,4 °C en enero de 1962. Las dunas de Samaluyca son un gran atractivo de esta zona, ubicadas al sur de Ciudad Juárez.Es la única región de México en que se puede disfrutar este atractivo, ya que este inmenso arenal cubre más de 150 km² .

### Hidrografía

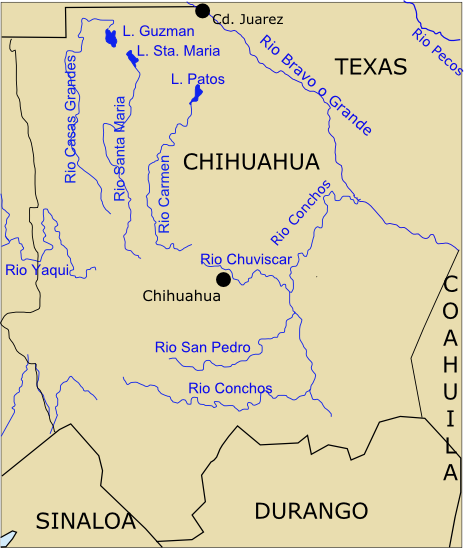
Ríos Originales de Chihuahua, antes de los proyectos de Irrigación.

El estado de Chihuahua se encuentra enclavado en el centro del continente, rodeado de grandes cadenas montañosas que lo alejan de las costas y las zonas húmedas, por lo cual el clima es mayormente seco y con lluvias escasas, lo cual influye notablemente en la hidrografía. Al estar en una situación mediterránea, cruza por su territorio la Divisoria Continental de las Américas, y por ello en su territorio se encuentran ríos tanto de la vertiente del Golfo de México, como de la vertiente del Pacífico. Además existe una tercera vertiente, particular del norte de México, constituida por las cuencas cerradas del desierto denominada Vertiente Interior e inferior.

#### Vertiente del Golfo de México
Es la principal del estado, drena más de la mitad de la superficie y a ella pertenecen los dos principales ríos del estado, el río Bravo del Norte, que señala la frontera con Texas y el río Conchos, afluente del Bravo y el más caudaloso río del territorio de Chihuahua. Es además el mayor afluente del río Bravo procedente del territorio mexicano. El río Conchos es la columna vertebral de esta vertiente. En él descargan todas las corrientes del centro y sur del estado, entre las que se incluyen el río Chuvíscar, Río Sacramento, río Florido, río San Pedro, río Parral, río Valle de Allende y río Santa Isabel.

#### Vertiente del Océano Pacífico
A esta vertiente corresponden las corrientes que nacen en lo alto de la Sierra Madre Occidental y se precipitan hacia el oeste de la divisora continental, esto convierte al estado de Chihuahua en origen de grandes ríos que atraviesan los estados vecinos como el río Yaqui, el río Mayo y el río Fuerte, que en el territorio estatal reciben el nombre de río Papigochi, río Candameña y río Verde respectivamente.

#### Vertiente Interior
Es la menor de las tres y está formada por las características particulares de la geografía chihuahuense. En todo México únicamente existen cinco ríos de importancia que desaguan en cuencas interiores, y de ellos, tres están en el estado de Chihuahua, son; el río Casas Grandes, el río Santa María y el río Santa Clara. Todos terminan en lagunas estacionales ubicadas en el desierto al norte del estado, son ríos mayoritariamente estacionales y durante las temporadas de mayor temperatura permanecen secos. En la actualidad sus aguas han sido represadas y aprovechadas para el riego, lo que ha llevado a la desaparición de su corriente y la extinción de las lagunas en que desembocaban.

### Flora y fauna
Chihuahua se distingue por su fauna tipo ártica, que es prácticamente la misma fauna que posee el resto de América del Norte. Así, en este estado del norte de México se pueden encontrar animales como el oso negro, el coyote, el águila calva, el venado de cola blanca, el bisonte americano, el muflón canadiense o el berrendo entre otros. El lobo mexicano casi desapareció en el estado de Chihuahua durante el siglo XX, aunque por suerte grupos de protección a la fauna local lograron reproducir y reintroducir al lobo mexicano a su hábitat natural en acuerdos con los rancheros y autoridades del estado. El puma, o león de montaña parece frecuentar las sierras de pino-encino. En altos bosques de la Sierra Madre Occidental se encuentra una especie rara de abeto, llamado Abies durangensis, crece en los municipios colindantes con Sinaloa y Durango.
En México se realizó la mayor matanza de bisontes en varios periodos históricos hasta lograr su extinción en el territorio nacional. En 2002, el gobierno de los Estados Unidos donó crías y algunos ejemplares jóvenes al gobierno mexicano para reintroducirlos a la vida salvaje en las reservas naturales del cañón de Santa Helena y Boquillas del Carmen, que se ubican en las riberas sureñas del Río Bravo y los pastizales fronterizos con Nuevo México en el municipio de Janos. Se ha reintroducido oficialmente en noviembre de 2009 al bisonte americano en las planicies del norte de México, esperando una pronta recuperación de la especie donde solía pastar en siglos anteriores dentro de la Reserva de la biosfera El Uno. El establecimiento de cercos para delimitar las divisiones internacionales o en pequeñas propiedades ha frenado las migraciones naturales interregionales de esta especie.
| Flora y fauna de Chihuahua |                      |                       |                          |                   |
|                            |                      |                       |                          |                   |
| Ursus americanus           | Felis concolor       | Tamiasciurus          | Bison bison              | Aquila chrysaetos |
|                            |                      |                       |                          |                   |
| Meleagris gallopavo        | Crotalus durissus    | Antilocapra americana | Canis lupus baileyi      | Ovis canadensis   |
|                            |                      |                       |                          |                   |
| Acer saccharinum           | Opuntia ficus-indica | Kroenleinia grusonii  | Cylindropuntia imbricata | Pinus ponderosa   |

## Demografía
| Población histórica de Chihuahua |           |
| Año                              | Población |
| 1921                             | 401 622   |
| 1930                             | 491 792   |
| 1940                             | 623 944   |
| 1950                             | 846 414   |
| 1960                             | 1 226 793 |
| 1970                             | 1 612 525 |
| 1980                             | 2 005 477 |
| 1990                             | 2 441 873 |
| 1995                             | 2 793 537 |
| 2000                             | 3 052 907 |
| 2005                             | 3 241 444 |
| 2010                             | 3 406 465 |
| 2015                             | 3 556 574 |
| 2020                             | 3 741 869 |

Según el censo de Población y Vivienda llevado a cabo por el Instituto Nacional de Estadística y Geografía (INEGI) con fecha censal del 27 de marzo de 2020, el total de población del estado de Chihuahua es de 3 741 869 habitantes, lo cual le da el 11° lugar entre las entidades federativas de México por población. De este total poblacional, 1 853 822 son hombres y 1 888 047 son mujeres. La tasa de crecimiento anual para la entidad durante el período 2005-2010 fue del 1.0%. La edad promedio de la población es de 29 años.
En el período de 2000 a 2005 se calcula que emigraron hacia Estados Unidos 49 722 personas. El estado tuvo una inmigración de 82 000 personas entre 2000 y 2005 provenientes de Veracruz (17,6 %) Estados Unidos (16.2 %), Durango (13,2 %), Coahuila (8 %) y Chiapas (4,5 %). Se cree que la mayor parte de los cuales lo hicieron hacia Ciudad Juárez, donde hay una importante población de inmigrantes de centrado y Sudamérica que normalmente no son contabilizados en los censos federales por temor a ser deportados. La razón del movimiento poblacional hacia el estado, particularmente hacia Ciudad Juárez, es por las dificultades laborales que se tienen en los estados de origen de los migrantes, en cambio, Ciudad Juárez tiene una importante oferta de empleo, particularmente en el sector maquilador, así mismo llegan al estado muchas personas con la intención de buscar cruzar hacia Estados Unidos, muchas al no lograrlo permanecen en la franja fronteriza, donde muchos finalmente se establecen definitivamente.
Sin embargo la población de Chihuahua se encuentra repartida de forma muy dispar en el territorio, siendo uno de los estados con menos densidad poblacional, siendo en 2020 de 15.1 habitantes por km², de los 3 741 869 habitantes, casi dos terceras partes, 2.072.129, habitan únicamente en los municipios de Juárez y Chihuahua.
Tras las ciudades Juárez y Chihuahua, únicamente otras tres poblaciones superan los cien mil habitantes, y son Cuauhtémoc con 135 586, Delicias con 128 548 habitantes y Parral con 113 843 habitantes.

### Grupos étnicos
Los principales grupos étnicos del estado de Chihuahua.
- Indígenas:

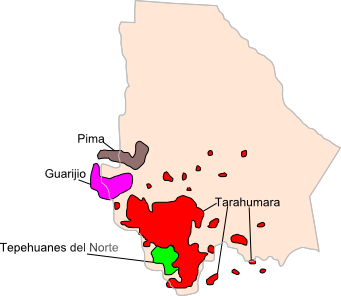
Grupos Autóctonos de Chihuahua 2000 (INEGI).

  - Tarahumaras: son la principal etnia indígena del estado, se denominan a sí mismos como Rarámuri que significa "pie corredor" en su lengua nativa, lo cual hace referencia a su particular habilidad de correr grandes distancias. Habitan en amplios sectores de la Sierra Madre Occidental, a la que se da localmente el nombre de Sierra Tarahumara, sin embargo, la emigración por razones principalmente económicas han dado lugar a importantes asentamientos en otros sitios del estado, principalmente las ciudades de Chihuahua y Ciudad Juárez.

El significado exacto de la palabra "Rarámuri" es discutido en la actualidad, pues al hablar con integrantes de dicho grupo cultural, muchos niegan que signifique "Pie corredor" y dicen que significa "la gente", en contraposición a la palabra "chabochi" que hace referencia a los mestizos y al hombre blanco.
Según las creencias religiosas de dicho grupo, Onorúame (Dios), creó a los Rarámuri dándole a una figura de barro masculina tres soplidos para darle vida, soplidos que representan las tres almas que en su creencia poseen los varones y dando cuatro soplidos a una figura de barro femenina, proporcionándole cuatro almas (una más que los hombres, pues la mujer posee la posibilidad de parir). El hermano de Onorúame, pretendió imitarlo haciendo figurillas de cenizas, pero cuando sopló para darles vida, solamente lo hizo una vez creando así a los "chabochis" (mestizos y caucásicos), que dentro de sus creencias solamente poseen un alma.
Es por esto, que muchos creen que la palabra "chabochi" hace referencia a "los hijos del diablo", pero su significado exacto está diluido, pues muchos Rarámuris dicen que solamente significa "los de pelusa en la cara" (haciendo referencia a las barbas).
- Tepehuanes del norte: denominados de esta manera para diferenciarlos de los Tepehuanes que habitan en el sur del estado de Durango, con los cuales tienen importantes diferencias, ellos mismos se dan el nombre de ódame, son el segundo grupo étnico del estado y habitan principalmente en el municipio de Guadalupe y Calvo, siendo su principal asentamiento Baborigame.

- Guarijíos: grupo étnico diferenciado principalmente por su lengua, actualmente se encuentra algunos asentamientos únicamente en los municipios de Chínipas y Uruachi.

- Pimas: son el menor grupo indígena del estado, sus principales asentamientos se encuentran en Temósachi, en algunas comunidades como El kipor, La Dura, en el municipio de Maicoba estado de Sonora, se denominan como O'odham para diferenciarlos de los pimas Tohono O'odham habitantes del estado estadounidense de Arizona. Se diferencian principalmente en la variante que de su lengua.

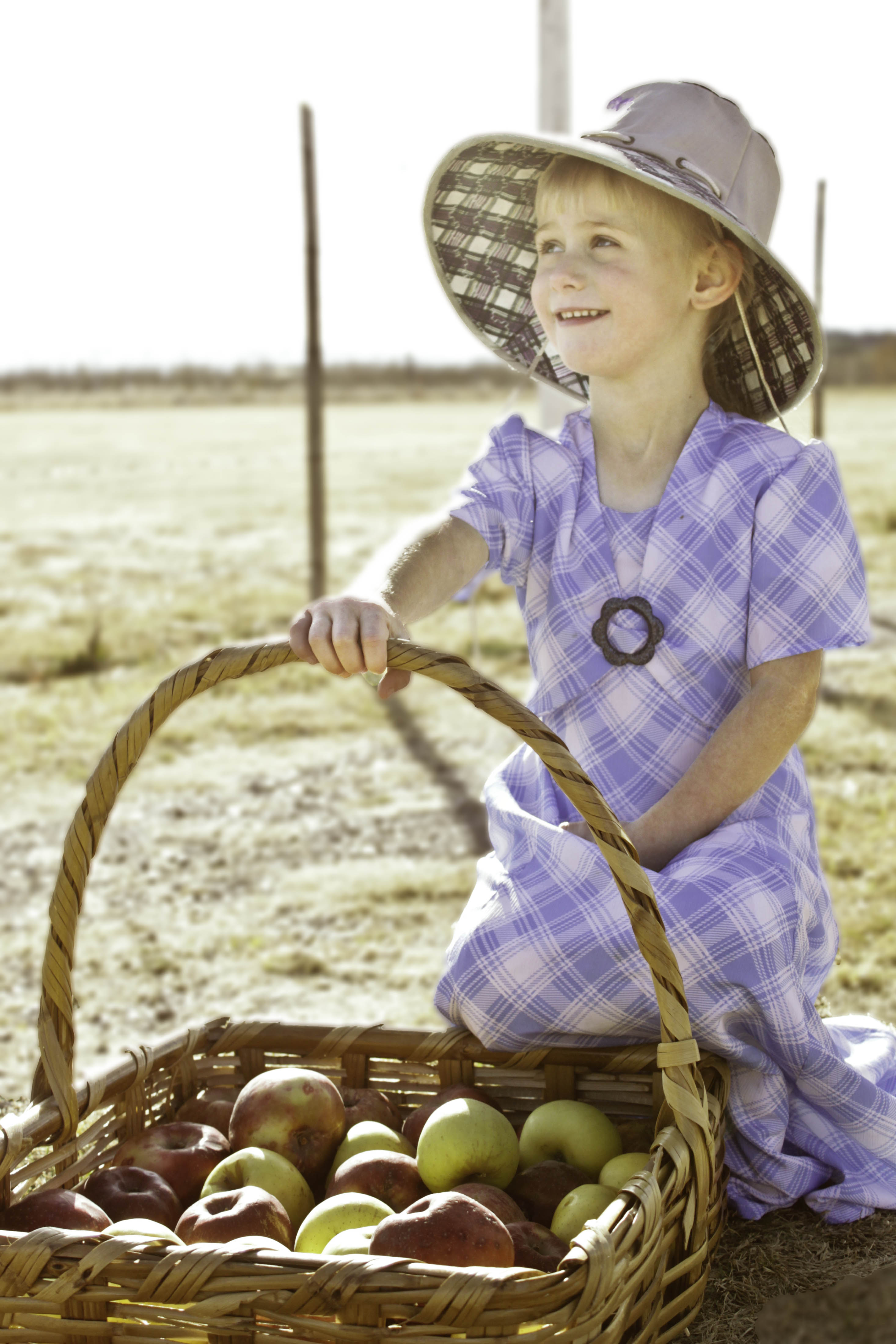
Niña menonita en Cuauhtémoc, Chihuahua.

- Inmigración Europea

- Menonitas: de 100 000 menonitas de origen alemán que viven en México, unos 90 000 están establecidos en Chihuahua; son el mayor grupo étnico no indígena del Estado. Pertenecen a una comunidad endogámica, muy religiosa, de origen germánico, que emigró desde la provincia canadiense de Manitoba tras perder sus privilegios en medio de una campaña germanofóbica durante la Primera Guerra Mundial y luego de ser invitados a México por el gobierno de Álvaro Obregón que cubrió los gastos de traslado. Son menonitas, seguidores de las creencias de Menno Simons, un líder del ala pacifista del movimiento anabaptista durante la Reforma Protestante. En 1922 se inició la inmigración con la llegada de 3 000 personas (que se establecieron en su totalidad en Chihuahua), y para 1927 ya se habían establecido 10 000 en México, repartidos entre los estados de Chihuahua, Durango, Campeche y Zacatecas.

Prácticamente la totalidad de la población (98 %) se ocupa de labores agrícolas, destacando la producción de cereales, frutales y hortalizas. Asimismo, dominan la conserva de frutos y vegetales y el embutido de carnes frías, saladas y ahumadas.
- Mormones: son el menor grupo étnico no indígena del estado. Pertenecen a una comunidad religiosa endogámica que emigró desde Utah en los Estados Unidos.

### Religión
Población de cinco años o más, según la religión que profesa en el estado de Chihuahua:
- Católica - 2,356,617 (63.0 %)[37]
- Distinta a la católica - 356,940 (9.5 %)[37]
- No específicada - 45,685 (1.2 %)[37]
- Sin religión - 221,007 (5.9 %)[37]

### Principales ciudades (2020)
El 86.5 % de la población del estado de Chihuahua vive en núcleos urbanos, lo cual lo convierte en uno de los más urbanizados.
| Más de 1,000,000 habitantes - Ciudad Juárez 1 501 551 Más de 500,000 habitantes - Chihuahua 925 762 Más de 100,000 habitantes - Cuauhtémoc 135 586 - Delicias 128 548 - Parral 113 843 Más de 50,000 habitantes - Nuevo Casas Grandes 62 038 Más de 30,000 habitantes - Camargo 42 019 - Jiménez 35 087 | Más de 15,000 habitantes - Meoqui 23 140 - Aldama 22 568 - Ojinaga 22 066 - Santa Eulalia 20 042 - Guachochi 17 410 - Ascensión 15 054 Más de 10,000 habitantes - Madera 14 755 - Saucillo 10 805 - San Juanito 10 741 - Villa Ahumada 10 510 - Anáhuac 10 196 |  |

### Municipios más poblados (2020)
| Los 10 municipios más poblados (2020) |                     |        |                          |           |
| Posición                              | Municipio           | Escudo | Cabecera municipal       | Población |
| 1                                     | Juárez              |        | Ciudad Juárez            | 1 512 450 |
| 2                                     | Chihuahua           |        | Chihuahua                | 937 674   |
| 3                                     | Cuauhtémoc          |        | Cuauhtémoc               | 180 638   |
| 4                                     | Delicias            |        | Delicias                 | 150 506   |
| 5                                     | Hidalgo del Parral  |        | Parral                   | 116 662   |
| 6                                     | Nuevo Casas Grandes |        | Nuevo Casas Grandes      | 65 753    |
| 7                                     | Meoqui              |        | Pedro Meoqui             | 44 853    |
| 8                                     | Camargo             |        | Santa Rosalía de Camargo | 42 019    |
| 9                                     | Jiménez             |        | Jiménez                  | 35 087    |
| 10                                    | Aldama              |        | Juan Aldama              | 26 047    |

## Vías de comunicación

### Aérea
El Estado de Chihuahua cuenta con tres aeropuertos internacionales:
- Aeropuerto Internacional General Roberto Fierro Villalobos (Chihuahua, Chihuahua)
- Aeropuerto Internacional Abraham González (Ciudad Juárez, Chihuahua)
- Aeropuerto Internacional de Creel (Bocoyna, Chihuahua)

## Economía
Según el estudio 'Competitividad de las ciudades mexicanas 2007', realizado por el Centro de Investigación y Docencia Económica (CIDE), Chihuahua ocupa la segunda posición en la lista de las ciudades más competitivas del país.
En 1973 un grupo de industriales locales creó la organización civil Desarrollo Económico del Estado de Chihuahua (DESEC), que comenzó a formular estrategias concretas para que los 3 niveles de Gobierno facilitaran la instalación de más empresas en la ciudad.
La primera trasnacional que llegó a Chihuahua fue Ford Motor Company, que abrió una de las armadoras de motores más modernas del momento.
Le siguieron otras firmas como:
- Honeywell
- Lexmark
- Lear Electric Systems
- Goodyear

A raíz de las inversiones extranjeras se creó Parques Industriales de Chihuahua, que ofrece instalaciones de primera a las empresas más exigentes.
Una herramienta base para el despegue económico de Chihuahua fue la Ley de Desarrollo Económico del Estado, diseñada para que en cada región, de acuerdo con sus características, se implementen condiciones y facilidades específicas para que las empresas puedan establecerse en el menor tiempo posible.
Como ejemplo de la inversión extranjera en la entidad se encuentra Compañía Minera Dolores.
Esta empresa, subsidiaria de la minera canadiense Minefinders, ha invertido cerca de 250 millones de dólares en el Municipio de Madera, donde se encuentra la Mina Dolores, y donde extraerá oro y plata durante los próximos 15 años.
Específicamente, en el Ejido Huizopa, se han generado más de 500 empleos directos e indirectos; además, se han creado diversos programas económicos, sociales y ambientales a su favor. Al amparo de la Mina Dolores también se están conformando empresas de los pobladores y ejidatarios que prestarán diversos servicios a la mina.
La Mina Dolores inició en febrero de 2009 la etapa de producción comercial, donde además se están generando importantes obras de infraestructura, como caminos, energía eléctrica y puentes, entre otras.
En Chihuahua hay más de 60 mineras canadienses que generan empleos en la entidad y a su vez atraen inversiones a la región y al país.
- El estado de Chihuahua es la quinta economía nacional, con un ingreso per cápita de $12,284.00 dólares.[38][39]
- Ciudad Juárez es considerada la mejor ciudad para invertir en el país.[40]
- La ciudad de Chihuahua es la primera con mayor índice de competitividad social en México.[41]

Aunque según la ONU en su análisis de desarrollo humano municipal del 2003, el municipio ocupa el Lugar 27 entre los de mayor ingreso.
- Primer lugar en Personal ocupado por la industria manufacturera de exportación en México.[42]
- Primer lugar como generador de valor agregado en la industria manufacturera de exportación en México.[43]
- Segundo lugar en recepción de inversión extranjera manufacturera.[44]
- Primer exportador manufacturero de México.[43]
- Segundo lugar en establecimientos maquiladores.[38]
- La ciudad de Chihuahua tiene el segundo lugar en calidad de vida en el país.  (enlace roto disponible en Internet Archive; véase el historial, la primera versión y la última).
- Ciudad Juárez ocupa el noveno lugar de calidad de vida del país.[cita requerida]

### Agrupamientos Industriales
El desarrollo industrial en el Estado de Chihuahua está basado en Agrupamientos Industriales. Son seis los agrupamientos industriales, los cuales generan más de 300 000 empleos, en 406 plantas establecidas en el Estado. Existen cuatro nuevas áreas de oportunidad dentro del desarrollo tecnológico industrial que está adquiriendo la entidad donde la mano de obra es más calificada.
Los seis Agrupamientos industriales son los siguientes:
- Electrónica y Telecomunicaciones
- Automotriz y Autopartes
- Confección
- Agroindustria y Alimentos
- Forestal y Muebles
- Materiales para la Construcción y Minería

Las cuatro áreas de oportunidad son las siguientes:
- Aeroespacial
- Electrodomésticos
- Tecnologías de la Información
- Biotecnología

La industria manufacturera en esta entidad reporta 9917 unidades económicas, entre las que se encuentran: plantas para la fabricación de estructuras mecánicas, tanques y calderas; fabricación, reparación o ensamble de maquinaria, equipo y accesorios eléctricos así como también aparecen diseminados en barrios y localidades: tortillerías, herrerías e imprentas.

### Industria Maquiladora
La Industria Maquiladora cuenta con 425 plantas en 25 parques industriales, que representan el 12.47 % de las plantas maquiladoras en México, y en las que se emplean 294 026 personas, el 24.35 % de los empleos de maquiladoras en México.
La agricultura chihuahuense sobresale en la producción de avena, papa y trigo, aunque pocas tierras disponen de agua para riego. Entre las cosechas más importantes de riego están las de trigo, algodón, maíz, sorgo, cacahuate, soya, alfalfa, chile verde y avena.
En las tierras de temporal destacan las cosechas de maíz, frijol, papa y avena. El estado de Chihuahua es famoso por las frutas que produce; La cosecha más abundante es la de manzana, que se produce en más de 30 variedades, siendo la más destacada la "red delicious".
La sandía y el melón también representan una parte muy significativa de la producción.
La carne de res de Chihuahua es famosa en todo el país. Esta fama se ha logrado gracias a las grandes extensiones de pastizales y matorrales con que se alimentan los animales. Asimismo, la producción de leche es importante ya que con ella se elaboran varios tipos de queso.
También se crían puercos, cabras y carneros, aunque su producción no es tan importante como la de vacunos. Uno de los recursos económicos de más importancia en el estado es la silvicultura.
Entre la industria de artesanías de Chihuahua encontramos las textiles de lana, talabartería, cestería, trabajos en madera, juguetes e instrumentos musicales.
El total de población económicamente activa es 1 235 900 dividida en 812 166 hombres y 423 734 mujeres.

### Indicadores de Desarrollo

#### Índice de Marginación
- Lugar 7 en el Índice de Marginación para el año 2000 -87.22[45]
- Lugar 9 en el Índice de Marginación para el año 2005 -.71946[45]

### Turismo
La actividad turística del estado representa el 7,1% del PIB estatal, por arriba de la actividad minera. EL turismo emplea a alrededor de 100 mil personas e involucra a más de 15 mil unidades económicas que fueron receptoras de 8 millones de visitantes en el 2019.
Por su extensión territorial, el estado se divide en 7 regiones turísticas:
- Juàrez
- Parral, la Ruta de Villa
- Chihuahua y alrededores
- Zona del Desierto
- Zona arqueológica 
- Perlas del Conchos
- Barrancas de Cobre

## Cultura

### Gastronomía
Chihuahua tiene una exquisita variedad de platillos y comida regionales, elaborada en base de carne de res la mayoría de ellos, pues aquí se cría ganado bovino de calidad, como el famoso cara blanca (Hereford) Brangus, Angus y Charolais; entre otros. Los cortes más finos deliciosos se sirven en los restaurantes acompañados de papa al horno y cebolla asada.
Debido a los climas extremos de la región los primeros pobladores se vieron en la necesidad de aprovechar los cortos períodos de cosecha para preservar y almacenar alimentos. Y es por ello que dentro de los usos y costumbres gastronómicos chihuahuenses está el deshidratar, a secar los granos, los vegetales, las frutas e incluso las carnes.
Entre sus platillos más tradicionales se encuentra el chile colorado con carne seca, la machaca a la mexicana o con huevo, el chile con asadero, chile pasado con carne o con queso, tortillas de harina, harinillas (pan hecho a base de maíz), la tradicional carne asada al carbón o los cortes de carne tipo americano, así como la deliciosa discada, orejones de frutas (frutas deshidratadas), orejones de calabacita con queso, queso ranchero, queso menonita, asadero, chorizo Camargo, así como también se puede disfrutar de deliciosos platillos de pescado fresco de las presas del Estado tales como son: el caldo de oso (caldo de bagre con verduras), mojarra frita o una deliciosa trucha arco iris al cilantro o a la mostaza o bien postres como pay de nuez y de manzana.
Otro patillo típico son los burritos, que han trascendido las fronteras. Son preparados con tortillas de harina y rellenos de carne de res o cerdo, frijoles o chile con queso. Entre otros guisados, con un sabor único que solo aquí se es posible encontrar. Destacan los burritos de Villa Ahumada, Los cuales son toda una tradición.
De Cuauhtémoc. Lo que más fama ha dado son los productos peculios de los campos menonitas ha sido su queso y otros lácteos como mantequilla y crema. Este queso menonita, también llamado queso Chihuahua, ha logrado un lugar importante en el consumo nacional e internacional.
Además Chihuahua huele a manzana, sabe a manzana y ofrece al visitante las mejores manzanas de México. En los fértiles valles que riega el río Papigochi, la primavera revienta en miles de flores que después se trasforman en exquisitas manzanas, dando origen a deliciosos platillos entre los que destaca el pay de manzana.

### Deporte
Chihuahua cuenta con un equipo de fútbol en la primera división de México: Fútbol Club Juárez en Ciudad Juárez y dos en la segunda división de México: los Indios de la UACJ en Ciudad Juárez y el Club Universidad Autónoma de Chihuahua en Chihuahua (Chihuahua). También tiene un equipo profesional de béisbol: los Dorados de Chihuahua. Anteriormente tuvo a los Indios de Ciudad Juárez (béisbol). También cuenta con un equipo en la Liga Nacional de Baloncesto Profesional, los Indios de Ciudad Juárez (baloncesto)
Actualmente cuenta con la Liga Estatal de Béisbol de Chihuahua con 10 equipos: Indios de Ciudad Juárez (béisbol), Dorados de Chihuahua, Algodoneros de Delicias, Faraones de Nuevo Casas Grandes, Manzaneros de Cuauhtémoc, Mazorqueros de Camargo, Mineros de Parral, Rojos de Jiménez, Soles de Ojinaga y Venados de Madera.
También en el basquetbol cuenta con la Liga de Básquetbol Estatal de Chihuahua.
El estado fue sede de la Vuelta a Chihuahua, una carrera de ciclismo puntuable para el UCI America Tour. En 2012 se inauguró El Dorado Speedway, un circuito oval que alberga carreras de la NASCAR Toyota Series.

## Relaciones internacionales

### Consulados
La ciudad de Chihuahua tiene Consulados de 2 países.
- Estados Unidos (Consulado General)[47]
- España (Consulado General)[47]

## Ubicación geográfica
| Noroeste: Nuevo México | Norte: Nuevo México | Nordeste: Texas  |
| Oeste: Sonora          |                     | Este: Coahuila   |
| Suroeste: Sinaloa      | Sur: Durango        | Sureste: Durango |

### Exploraciones españolas y el Virreinato
- «Sitio de la Biblioteca del Congreso y la BNE para la bibliografía de las Exploraciones Españolas en América del Norte». Bilingüe.
- «Biblioteca del Congreso de Estados Unidos, Mapa, que comprende la Frontera, de los Dominios del Rey, en la América Septentrional.». Archivado desde el original el 13 de febrero de 2019. Consultado el 18 de febrero de 2007.*

### Misioneros
- EPB2004Penagos Belman, Esperanza (2004). «Cuicuilco, septiembre-diciembre, Investigación Diagnóstica sobre las Misiones Jesuitas en la Tarahumara, num032» (11ª edición). Distrito Federal: Escuela Nacional de Antropología e Historia. ISSN 0185-1659. Archivado desde el original el 7 de noviembre de 2006. Consultado el 1 de marzo de 2007.

### Paquimé
- «Historia de Chihuahua». Chi.Itesm.Mx. Archivado desde el original el 12 de febrero de 2007. Consultado el 28 de junio de 2018.
- «Paquimé». Nueva Casas Grandes.org. Archivado desde el original el 10 de mayo de 2007. Consultado el 28 de junio de 2018.

### Enlaces de historia
- De la Biblioteca de Kansas, reproducción del libro "Campaña en Nuevo México con el Coronel Doniphan" por Frank S. Edwards 1847, con detalles y reportes de las Batallas de Sacramento y El Bracito (en inglés). Dominio Público.
- De la Biblioteca de Kansas, reproducción del libro Comercio de las Praderas, por Josiah A. Gregg, 1844, vol. 1, y 1845, vol. 2, con detalles de viajes en el Oeste incluyendo Chihuahua y Nuevo México entre 1839 y 1840 (en inglés). Dominio Público.
- Rebeliones Indígenas en Durango, la mayoría de las cuales involucraban también a Chihuahua (en inglés)
- Gobernadores de Chihuahua
- Unidad de Estudios Históricos y Sociales de la Universidad de Ciudad Juárez, extensión Chihuahua

- Datos: Q655
- Multimedia: Chihuahua (state) / Q655
- Guía turística: Estado de Chihuahua